# Charles Gilbert (auteur)
Pour les articles homonymes, voir Charles Gilbert et Gilbert.
Charles Gilbert dit Chargil, né le 23 août 1906 à Schaerbeek (province de Brabant actuelle région de Bruxelles-Capitale) et mort en 2000, est un peintre, illustrateur, auteur de bande dessinée belge. Il a aussi utilisé les pseudonymes Imagil, Atgil, Mac K.B., Aagg.

## Biographie
Charles, André, François Gilbert naît le 23 août 1906 à Schaerbeek, une commune bruxelloise.
Il est l'élève d'Auguste Mambour, le célèbre artiste liégeois antisémite. Il fonde son propre Atelier des Arts Graphiques dans les années 1930, qui produit des illustrations pour plusieurs magazines pour enfants dans les années 1940. Il est présent dans Bravo avec L'Invention du Professeur Bombix et Charmerelle, reine des bois en 1942, ainsi que dans Nine avec Les Frasques de Plume et Pataquès et Les Aventures de Tip et Top (signé G.o. ). Son atelier créé Mustang, Les Tribulations d'Isodore la Poisse et Le Secret de l'Île pour Wrill. Un album de bande dessinée est publié par les éditions liégeoises Gordinne intitulé Mustang. Agent 549 en 1948. D'autres magazines comme Lutin et Stop (La Grande Aventure) publient des travaux de l'Atelier Gil pendant la guerre.
Il est directeur artistique du Grand Cœur depuis la création en 1945. Il réalise de nombreuses séries pour ce magazine, dont Dans les Griffes de la Gestapo, Cric et Cie (gags), Pitchou détective et L'Île des Gisants. Il apparaît également dans Petits Belges entre 1946 et 1956 avec Jim, reporter (1946), Mixy Boy avec la scénariste Madeleine Charlier, Fille du Pilote (1949), Les Voleurs de Bébés (1950), Les Pages de Mwamga (1952), L'Île X (1954), Le Puits qui pleure (1955) et L'Île Perroquet en collaboration avec le verviétois Anjo (1956). Il signe encore dans Anne Marie. Il est aussi présent dans Cap'taine Sabord de 1947 à 1949 sous le pseudonyme Imagil.
Il aurait pu être l'initiateur d'une véritable école liégeoise de la bande dessinée mais les événements lui ont été préjudiciables. 
Son style est à rapprocher d'auteurs modernes comme Philippe Petit-Roulet et François Avril.

### Artiste
Gilbert est un aquarelliste, dessinateur et peintre expressionniste belge connu pour sa palette de couleurs claires qui vit à Paris entre 1918 et 1931, puis à Liège. L'artiste est professeur d'arts graphiques à l'Académie royale des beaux-arts de Liège entre 1941 et 1971, mais aussi directeur de cette même institution de 1961 à 1971,. Ce peintre figuratif d'esprit réaliste représente des figures et des paysages. Dans les années 1950, il voyage à travers les Ardennes, l'Andalousie, la Grèce, la Yougoslavie, visitant la Macédoine en 1958 qu'il peint,,,.
Ses peintures sont conservées au Musée des Beaux-Arts de Liège,.
Il meurt en 2000.

## Œuvre

### Expositions collectives
- La Bande dessinée en Belqique[4], Bibliothèque Albert Ier, Bruxelles, du 29 juin au 25 août 1968.